# Clare Rustad
Clare Ada Rustad (* 27. Mai 1983 in North Vancouver, Kanada) ist eine ehemalige kanadische Fußballspielerin.

## Karriere

### Vereine
Rustad, in North Vancouver geboren und in Saltspring Island aufgewachsen, spielte dort ein Jahr lang für das Nanaimo Premier Women's Soccer Team. Während ihrer Schulzeit an der Gulf Islands Secondary School nahm sie auch an Basketball- und Crosslauf-Wettkämpfen teil. Mit ihrem Abschluss an der öffentlichen weiterführenden Schule, begab sie sich nach Seattle an die University of Washington. Während ihrer Studienzeit von 2001 bis 2004 war sie für das Sport-Team, die Huskies, in der Pacific-12 Conference innerhalb der NCAA Division I aktiv. Als Freshman bestritt sie 17 Meisterschaftsspiele, in denen ihr zwei Tore gelangen. Als Sophomore und als Junior kam sie zu weiteren 13 und 11 Meisterschaftsspielen.
Nach ihrem Studienabschluss kam sie in vier Spielzeiten für die Frauenfußballmannschaft der Vancouver Whitecaps in der USL W-League, der zweithöchsten Spielklasse im US-amerikanischen und kanadischen Frauenfußball zum Einsatz. Mit ihrer Mannschaft nach 14 Punktspielen als Sieger aus der Western Conference (13 S, 1 N) hervorgegangen, erreichte sie nach weiteren erfolgreichen Ausscheidungsspielen das Finale um die US-amerikanische bzw. um die kanadische Meisterschaft. Am 4. August 2004 gewann ihre Mannschaft in Ottawa mit 4:2 im Elfmeterschießen gegen die New Jersey Wildcats diese. Am Ende der Spielzeit 2005 belegte ihre Mannschaft den dritten Platz in der Meisterrunde (3:1 vs. Central Florida Krush am 7. August).

### Nationalmannschaft
Mit der U18-Nationalmannschaft nahm sie im Alter von 16 Jahren am Fußballturnier im Rahmen der XIII. Panamerikanischen Spiele in Winnipeg teil und wurde in allen vier Spielen der Vorrunde und in zwei Spielen der Finalrunde eingesetzt, die auf Platz 4 abgeschlossen wurde. Ihr Debüt als Nationalspielerin gab sie am 23. Juli 1999 beim 7:1-Sieg über die A-Nationalmannschaft von Trinidad und Tobago und krönte es sogleich mit ihrem ersten Länderspieltor, dem Treffer zum Endstand in der 79. Minute.
Mit der U19-Nationalmannschaft nahm sie an der vom 17. August bis 1. September 2002 im eigenen Land ausgetragenen Premiere der altersbezogenen Weltmeisterschaft teil. Sie bestritt alle drei Spiele der Gruppe A und alle drei Spiele der Finalrunde, die mit der 0:1-Finalniederlage durch Golden Goal, der seinerzeit geltenden Regelung, gegen die US-amerikanische U19-Nationalmannschaft in Edmonton endete. Im Halbfinale gegen die U19-Nationalmannschaft Brasiliens am 29. August, das erst im Elfmeterschießen mit 4:3 gewonnen wurde, erzielte sie das Tor zur 1:0-Führung in der Nachspielzeit der ersten Halbzeit.
Rustad bestritt in neun Jahren 45 Länderspiele für die A-Nationalmannschaft, in denen ihr drei Tore gelangen. Ihr Debüt gab sie am 26. Juni 2000 in Hershey bei der 2:3-Niederlage gegen die Nationalmannschaft Chinas mit dem zweiten Spiel der Gruppe B im Turnier um den CONCACAF Women’s Gold Cup, den sie mit ihrer Mannschaft auf Platz 4 (1:2 vs. China im Spiel um Platz 3) beendete; sie bestritt vier der fünf Turnierspiele. Das Spieljahr 2000 beendete sie mit ihrem ersten von insgesamt 21 in Freundschaft ausgetragenen Länderspielen am 11. November beim 3:1-Sieg über die US-amerikanische Nationalmannschaft in Columbus; es war zugleich der erste Sieg gegen einen amtierenden Weltmeister. Am 30. Oktober 2002 bestritt sie mit dem 11:1-Sieg über die Nationalmannschaft Haitis ihr einziges WM-Qualifikationsspiel.
Mit der Mannschaft nahm sie ferner am Turnier um den Algarve-Cup 2001 (2 Spiele) und 2002 (3 Spiele) teil sowie im Jahr 2008 – nachdem sie zuletzt am 4. September 2003 ein Freundschaftsspiel bestritten hatte – am Vier-Nationen-Turnier in Guangzhou (3 Spiele), am Zypern-Cup 2008 (2 Spiele) und am Peace-Queen-Cup (3 Spiele).
Nachdem sie am 9. und 12. April 2008 in zwei Spielen im CONCACAF-Olympiaqualifikationsturnier im mexikanischen Ciudad Juárez (1:0 vs. Mexiko, 1:1 vs. USA) zum Einsatz gekommen war und sich ihre Mannschaft als Zweitplatzierte (vor Mexiko und Costa Rica) für die Teilnahme am olympischen Fußballturnier 2008 qualifiziert hatte, kam sie in diesem in vier Spielen zum Einsatz. Nach den drei Spielen der Gruppe E schied sie mit ihrer Mannschaft am 12. August in Shanghai mit der 1:2-Niederlage gegen die US-amerikanische Nationalmannschaft erst in der Verlängerung aus dem Turnier aus.

## Erfolge
Nationalmannschaft
- Zypern-Cup-Siegerin: 2008
- Dritte Vier-Nationen-Turnier 2008
- Peace-Queen-Cup-Finalistin: 2008
- Vierte Nordamerikanische Meisterschaft 2000
- Vierte Algarve-Cup 2000
- Finalistin U19-Weltmeisterschaft 2002

Vancouver Whitecaps
- Kanadische Meisterin 2004, 2006

## Sonstiges
- Rustad war als Fußballanalystin für CBC, TSN und Sportsnet für Veranstaltungen wie die Pan Am Games, die FIFA Frauen-Weltmeisterschaft und die Olympischen Spiele 2020 in Tokio tätig.[8]

- Im Rahmen des jährlich stattfindenden Canada Soccer Awards Bankett wurde 2023 u. a. Clare Rustad als herausragende Persönlichkeit für ihren Einsatz und ihr Engagement für den Fußball mit dem Brian-Budd-Preis geehrt.[9]

- Rustad erwarb den Bachelor-Abschluss in Molekularbiologie und den Master-Abschluss in Epidemiologie an der Universität Cambridge. Nach ihrer internationalen Spielerkarriere schloss sie ihr 2008 begonnenes Medizinstudium 2012 an der Universität Toronto ab und hat seitdem ihre Praxis als Allgemeinmediziner im Saltspring Island Health Centre eröffnet.[9][10]